# Ярославцев, Андрей Борисович
Андрей Борисович Ярославцев (род. 19 марта 1956 года) — советский и российский учёный-химик, специалист в области физической химии твёрдого тела, академик РАН (2022).

## Биография
Родился 19 марта 1956 года в Москве.
В 1978 году с отличием окончил химический факультет МГУ.
В 1982 году защитил кандидатскую, а в 1991 году — докторскую диссертации.
В 1995 году присвоено учёное звание профессора.
В 2006 году избран членом-корреспондентом РАН.
С 1998 года — ответственный секретарь РФФИ.
Заведующий лабораторией ионики функциональных материалов Института общей и неорганической химии имени Н. С. Курнакова РАН  (ИОНХ РАН).
Заведующий кафедрой неорганической химии Высшего химического колледжа РАН.
В 2022 году избран академиком РАН.

## Научная деятельность
Специалист в области физической химии твёрдого тела.
Автор более 700 печатных работ, из них 13 монографий.
Разработал теорию переноса протона, которая позволила наметить стратегию поиска систем с высокой протонной проводимостью и получить ряд соединений с рекордной проводимостью, развил новый подход к описанию кинетики ионного обмена, позволяющий описать процессы дефектообразования, протекающие на границе раздела фаз; предложил новые подходы к синтезу гибридных материалов на основе мембран с внедрёнными частицами неорганических веществ; разработал модель, позволяющую описать свойства гибридных мембран; разработал новые катодные и анодные материалы для литий-ионных аккумуляторов высокой мощности.
Заведует кафедрой неорганической химии ВХК РАН, является начальником учебно-научного отдела ИОНХ РАН и Высшего химического колледжа РАН (ВХК РАН), читает курсы лекций по физической химии, химии твёрдого тела и мембранным технологиям для студентов ВХК РАН и химического факультета МГУ.

### Научно-организаторская деятельность
- заместитель главного редактора журналов «Мембраны и мембранные технологии», «Российские нанотехнологии»[5];
- член редколлегии журнала «Неорганические материалы», «Электрохимия», «Электрохимическая энергетика»;
- член трёх диссертационных советов (ИОНХ РАН, ИНХС РАН, РХТУ).

### Монографии[1]
- Ярославцев А. Б. Свойства твёрдого тела глазами химика М.: Изд-во МЭИ. 1995 254 c.
- Ярославцев А. Б. Основы физической химии М.:Научный мир. 1998. 232
- Ярославцев А. Б. Основы физической химии. Издание 2. М.: Научный мир. 2000. 232
- Бокштейн Б. С., Ярославцев А. Б. Диффузия атомов и ионов в твёрдых телах Изд-во МИСИС, Москва. 2005 362

## Награды
- Медаль ордена «За заслуги перед Отечеством» II степени (5 февраля 2024 года) — за большой вклад в развитие отечественной науки, многолетнюю плодотворную деятельность и в связи с 300-летием со дня основания Российской академии наук[6]
- Премия Правительства Российской Федерации в области образования (в составе группы, за 2006 год) — за научно-практическую разработку «Инновационные пути развития высшего образования на основе его интеграции с фундаментальной наукой» для образовательных учреждений высшего профессионального образования[7]